# Gérard Roussel
Gérard Roussel (lateinisch: Girardus Ruffus, * um 1500 in Vaquerie bei Amiens; † 1550 in Mauléon) war ein französischer Humanist, religiöser Reformer, Mystiker und Bischof, der die katholische Kirche erneuern wollte.

## Leben
Roussel wurde in der Nähe von Amiens geboren und wurde ein ergebener Schüler des humanistischen Gelehrten Jacques Lefèvre d’Étaples. In den Jahren 1521–1522 veröffentlichte er zwei Werke von Boëthius und Aristoteles. Er folgte seinem Lehrer nach Meaux, wo er das Pfarramt von St. Saintin erhielt und Kanonikus und Schatzmeister der Kathedrale von Meaux wurde. 1524 wurde er aber von Bischof Guillaume Briçonnet aus Angst vor einer Reaktion der Konservativen entlassen. Roussel floh aus Frankreich, wo er der Häresie angeklagt wurde, und verbrachte einige Jahre in Straßburg bei Wolfgang Capito zur Zeit der Reformation. Er übersetzte dort einen deutschen Kinderkatechismus des Reformators Johannes Brenz ins Französische, der in seiner Komplexität eher nur an gebildete königliche Kinder gerichtet war. 
Roussel wurde 1533 Fastenprediger in Paris, er erhielt eine große Zuhörerschaft, und Johannes Calvin war beeindruckt. 1535 kehrte er auf Einladung des französischen Königs Franz I. definitiv nach Frankreich zurück und wurde Bischof von Oléron (1536), wo er den Schutz der reformorientierten Margarete von Navarra genoss. Als Bischof wollte er zwischen Katholiken und Protestanten vermitteln, er hielt zahlreiche Predigten und betonte das Studium der Bibel und die Abendmahlfeier zugleich, wofür er jedoch von der Sorbonne verdammt wurde. Roussel starb in Mauléon an seinen Verletzungen, die ihm ein katholischer Fanatiker beim Angriff auf die Kanzel, von der er predigte, mit einer Axt zugefügt hatte.